# Thermaloniscus cotylophorus
Thermaloniscus cotylophorus là một loài chân đều trong họ Cryptoniscoidea incertae sedis. Loài này được Bourdon miêu tả khoa học năm 1983.